# Russule fétide
Russula foetens
Espèce
La russule fétide (Russula foetens) est un champignon agaricomycète du genre Russula et de la famille des Russulaceae.